# Demae Channel
Demae Channel (出前チャンネル, Demaechan'neru) è stato un canale per Nintendo Wii che offriva un servizio di consegna di cibo, sviluppato da Nintendo e Denyusha, e gestito da Demaecan. Lanciato il 26 maggio 2009, il canale era disponibile esclusivamente in Giappone come download gratuito attraverso il Canale Wii Shop. Successivamente, una versione per Wii U fu resa disponibile l'8 agosto 2013.
Il canale permetteva agli utenti di ordinare cibo e bevande da una lista di ristoranti e negozi vicini a loro, farli consegnare a casa e pagare alla consegna. Fu chiuso il 31 marzo 2017.

## Panoramica
All'avvio iniziale, gli utenti venivano indirizzati a un menu per inserire il proprio indirizzo di casa e altre informazioni personali. Una volta completata questa fase, il canale diventava accessibile e gli ordini potevano essere effettuati direttamente all'indirizzo inserito.
Il canale offriva una varietà di generi alimentari tra cui gli utenti potevano scegliere, come pizza, bento, sushi, cibo giapponese, cibo cinese, cibo occidentale, curry, cibo per feste e dessert. Era presente anche un'opzione di roulette che selezionava casualmente un tipo di cucina. Ogni categoria alimentare includeva una lista di ristoranti e negozi locali, con informazioni dettagliate come il tempo di consegna stimato e gli orari di apertura e chiusura. Gli utenti potevano poi selezionare i prodotti desiderati e personalizzare l'ordine con opzioni come dimensione, tipo di ingredienti e condimenti. Una volta completato e confermato l'ordine, il pagamento avveniva alla consegna e una ricevuta veniva inviata alla Wii Message Board della console.
Tra le funzionalità aggiuntive del canale vi erano l'uso di coupon, la possibilità di aggiungere articoli a una lista di preferiti, il controllo degli ordini precedenti e la richiesta di nuovi ristoranti da aggiungere. Demaecan ha riferito che attraverso il canale venivano richiesti oltre mille negozi ogni mese. Inoltre, Demae Channel includeva una colonna sonora con temi musicali specifici per ogni menu e tipo di cucina. Furono anche organizzate diverse campagne promozionali, tra cui un'edizione limitata di miniature delle moto di consegna e una lotteria con in palio carte Nintendo Points.
L'8 agosto 2013, il servizio fu lanciato anche come applicazione per Wii U, semplicemente sotto il nome dell'azienda. A differenza della versione originale per Wii, che presentava un design e menu personalizzati, la versione per Wii U si limitava a collegarsi al sito web dell'azienda.

### Chiusura
Poiché il servizio non utilizzava WiiConnect24, il Demae Channel continuò a funzionare anche dopo la disattivazione di questo servizio. Tuttavia, entrambe le versioni del canale furono rimosse dal Wii Shop Channel e dal Nintendo eShop il 22 febbraio 2017, con il servizio definitivamente interrotto il 31 marzo 2017.

## Rilancio
Il Demae Channel suscitò nuovamente interesse, specialmente tra il pubblico internazionale, quando lo youtuber Thomas Game Docs pubblicò un video su YouTube al riguardo nel maggio 2019.
Nel 2020, un gruppo di sviluppatori homebrew per Wii lanciò un progetto per creare un server personalizzato per Wii no Ma chiamato WiiLink. Nell'agosto 2022, il supporto per il Demae Channel fu aggiunto al progetto. Questo rilancio permise agli utenti di accedere nuovamente al canale, con la possibilità di ordinare pizza negli Stati Uniti e in Canada grazie a una collaborazione con Domino's Pizza. Nell'aprile 2023, il supporto fu esteso a Deliveroo, ampliando la disponibilità del servizio in più paesi, fino alla conclusione del progetto nel settembre 2023.